# Casa de Criadores

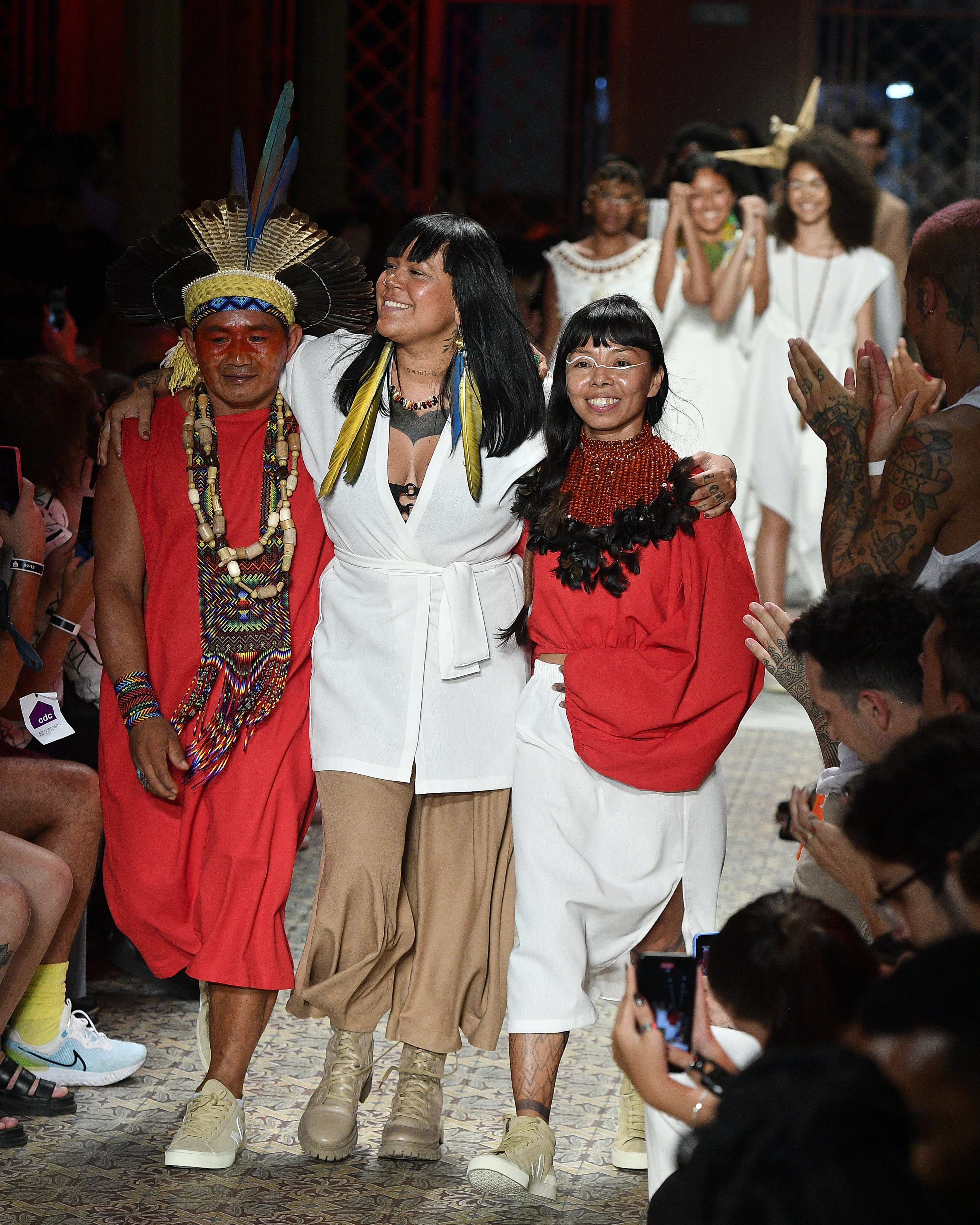
Desfile da marca Nalimo, da estilista Day Molina, na Casa de Criadores 51

A Casa de Criadores é o principal evento dedicado à moda autoral brasileira e também lançador de novos talentos. Trata-se de uma plataforma emblemática onde tendências e debates são experimentados e discutidos num ambiente inclusivo em que estilistas, artistas e profissionais do mercado produzem, provocam e criam coleções, desfiles e imagens que retratam suas existências, suas causas e seus trabalhos. 
Foi na Casa de Criadores que questões sobre gênero, raça, inclusão, sustentabilidade, empreendedorismo, responsabilidade social, novas tecnologias, novos formatos, arte, cultura e até mesmo arquitetura surgiram com força e propriedade nesse cenário, elevando o conceito e a busca por uma moda genuinamente nacional.
As edições presenciais do evento acontecem duas vezes por ano na cidade de São Paulo e, desde 2020, a plataforma tem promovido edições híbridas (com transmissão ao vivo) através de seu site oficial.

## História
O evento surgiu em maio de 1997, quando um grupo de jovens estilistas decidiu, em parceria com o jornalista, diretor artístico e curador André Hidalgo, promover um evento para lançar suas coleções. O objetivo principal era o de criar um espaço que permitisse a estes estilistas uma proximidade maior com o mercado da moda brasileira. Desde o começo o foco sempre foi a criação autoral genuína e a revelação de novos talentos que, a partir do evento, tivessem a oportunidade de impulsionar suas carreiras.

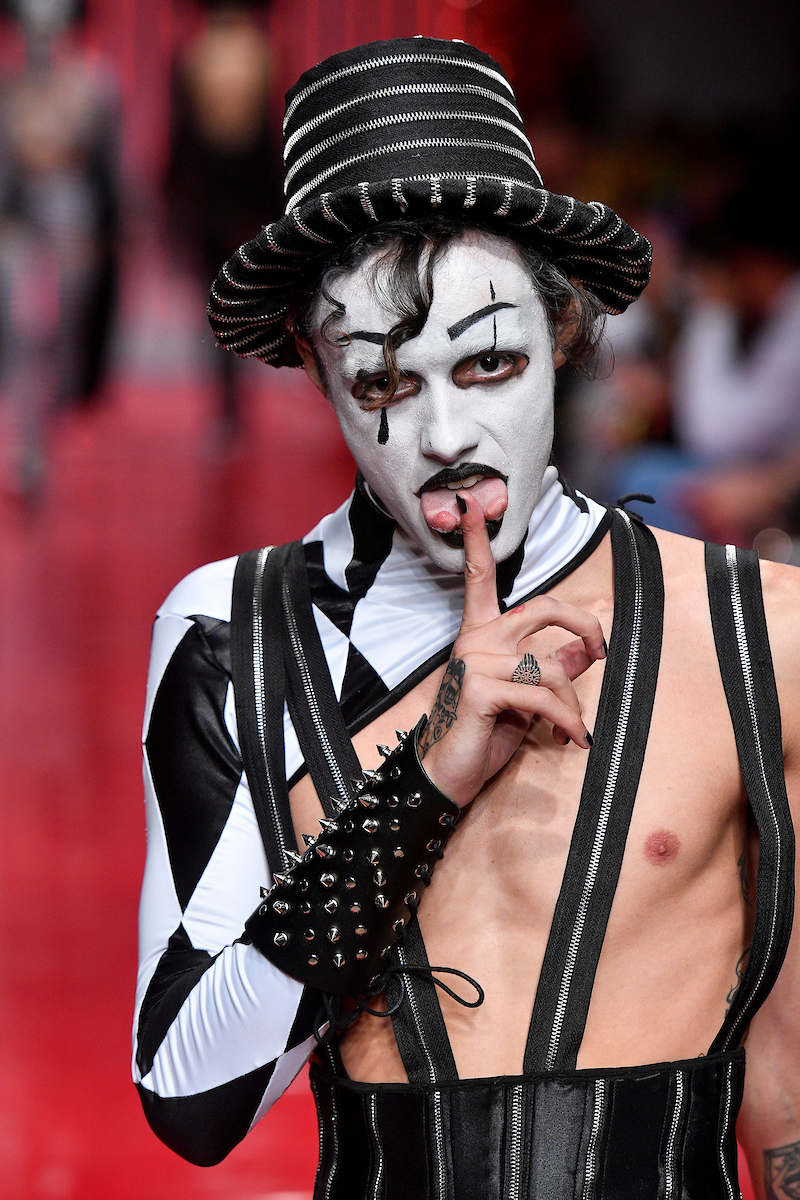
Desfile do estilista Fernando Cozendey na 45ª Casa de Criadores, na Praça das Artes em São Paulo

Centrado, inicialmente, num movimento nascido na cena underground paulistana que aliava moda, comportamento e música eletrônica, a Casa de Criadores ampliou seu universo e foi incorporando estilistas e criadores de outros estados brasileiros -nos mais variados estágios de carreira.
Desde então, a Casa de Criadores já lançou e/ou projetou nomes como Isaac Silva, Rober Dognani, Vicenta Perrotta, Marcelo Sommer, Cavalera, Ronaldo Fraga, Jum Nakao, Another Place, Neriage, André Lima, Karlla Girotto, Lorenzo Merlino, Fábia Bercsek, Fernando Cozendey, Rita Wainer, Juliana Jabour, Walério Araújo, Guma Joana e João Pimenta entre várias outras marcas de expressão no cenário da moda nacional.
O evento acontece em locais que, em geral, são ícones arquitetônicos da cidade São Paulo. No livro História da Moda no Brasil, os historiadores João Braga e Luis André do Prado  ressaltam essa característica. "Ao longo de sua trajetória o evento percorreu diferentes espaços, fechados ou mesmo ao ar livre, como o Viaduto do Chá (em 2005) ou a quadra do Estádio do Pacaembu. Em 2006, ocupou a Galeria Prestes Maia (Masp Centro), com a escadaria servindo de passarela". A Casa de Criadores também já realizou duas edições no Memorial da América Latina,, no Museu de Arte Contemporânea da Universidade de São Paulo e na Praça das Artes e o Centro Cultural São Paulo (CCSP), entre diversos outros.

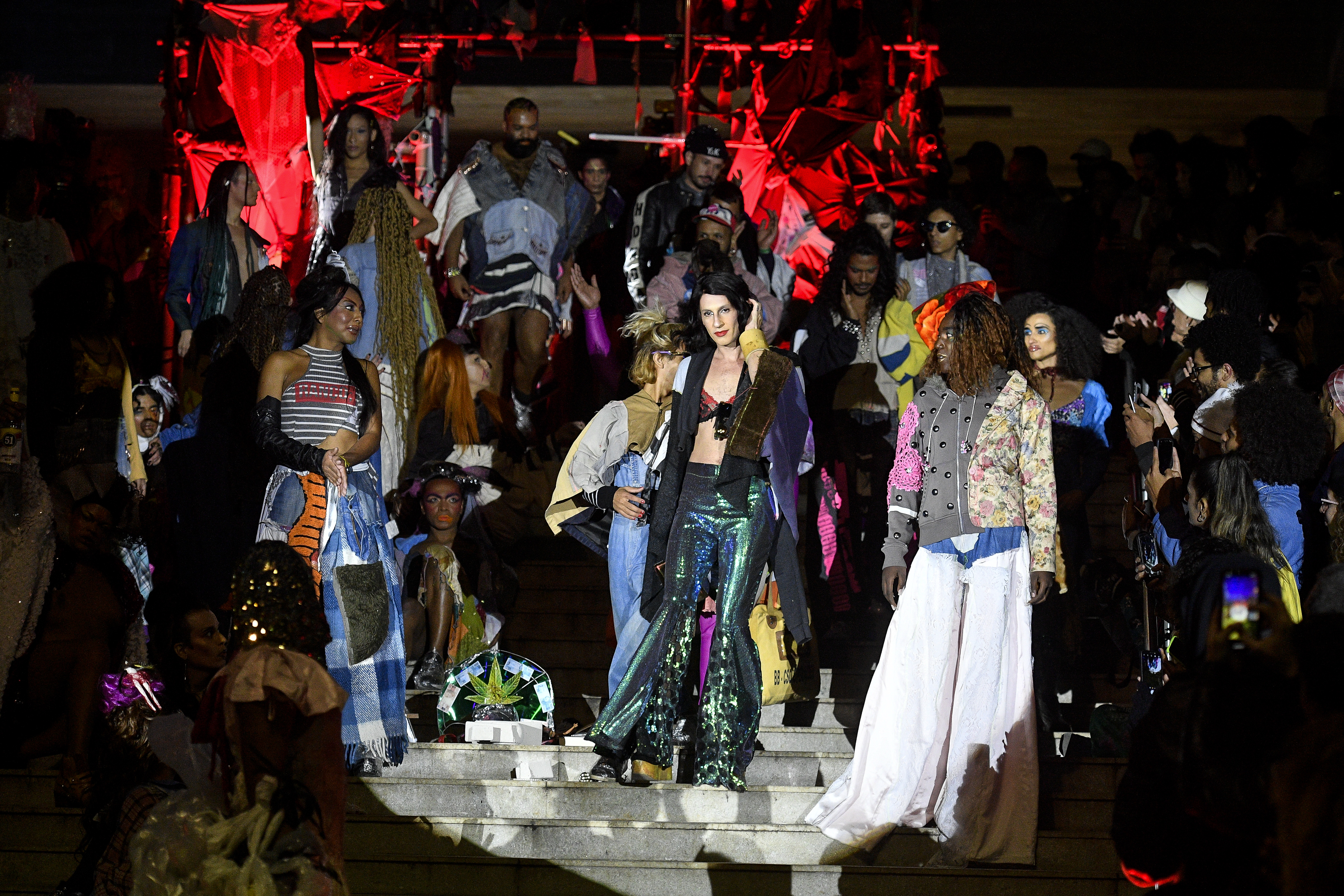
Final da apresentação da estilista Vicenta Perrotta na edição 45 da Casa de Criadores

A plataforma também já realizou importantes trabalhos ligados à área social, como a campanha Homofobia Fora de Moda, promovida em parceria com a Secretaria de Cultura do Governo do Estado de São Paulo (Gêneros e Etnias) e o concurso BtoBe, voltado a jovens profissionais do mercado de moda, feito em conjunto com a Abit (associação brasileira da indústria têxtil), com o programa Texbrasil e com a agência Apex Brasil, do governo brasileiro.

## Edições
Até hoje foram realizadas 55 edições da Casa de Criadores, todas em São Paulo, mantendo a tradição do evento em itinerar pelos mais diversos pontos e ícones arquitetônicos da cidade.
| Edição     | Coleção      | Local                                         | Data                   |
| ---------- | ------------ | --------------------------------------------- | ---------------------- |
| 1ª edição  | Inverno 97   | Fundo Social de Solidariedade do Estado de SP | Maio/1997              |
| 2ª edição  | Verão 98     | Centro Têxtil                                 | Agosto/1997            |
| 3ª edição  | Inverno 98   | Bienal                                        | Abril/1998             |
| 4ª edição  | Verão 99     | Fábrica desativada na Lapa                    | Agosto/1998            |
| 5ª edição  | Inverno 99   | Galpão na Barra Funda                         | Março/1999             |
| 6ª edição  | Verão 2000   | Senac                                         | Agosto/Setembro 1999   |
| 7ª edição  | Inverno 2000 | Clube Nacional                                | Fevereiro/2000         |
| 8ª edição  | Verão 2001   | Galpão na Barra Funda                         | Julho/2000             |
| 9ª edição  | Inverno 2001 | Galpão no Ceasa                               | Fevereiro/2001         |
| 10ª edição | Verão 2002   | Pacaembu                                      | Junho/2001             |
| 11ª edição | Inverno 2002 | Galpão no Ceasa                               | Janeiro/2002           |
| 12ª edição | Verão 2003   | Shopping Eldorado                             | Julho/2002             |
| 13ª edição | Inverno 2003 | Shopping Frei Caneca                          | Janeiro/2003           |
| 14ª edição | Verão 2004   | Viaduto do Chá e Shopping Center Light        | Julho/2003             |
| 15ª edição | Inverno 2004 | Shopping Frei Caneca                          | Janeiro/2004           |
| 16ª edição | Verão 2005   | Shopping Center Light                         | Julho/2004             |
| 17ª edição | Inverno 2005 | Hospital Umberto Primo                        | Março/2005             |
| 18ª edição | Verão 2006   | Viaduto do Chá                                | Agosto/2005            |
| 19ª edição | Inverno 2006 | Viaduto do Chá                                | Março/2006             |
| 20ª edição | Verão 2007   | Hotel Renaissance                             | Outubro/Novembro 2006  |
| 21ª edição | Inverno 2007 | Shopping Frei Caneca                          | Maio/2007              |
| 22ª edição | Inverno 2008 | Shopping Frei Caneca                          | Novembro/2007          |
| 23ª edição | Verão 2009   | Shopping Frei Caneca                          | Maio/2008              |
| 24ª edição | Inverno 2009 | Shopping Frei Caneca                          | Dezembro/2008          |
| 25ª edição | Verão 2010   | Shopping Frei Caneca                          | Maio/2009              |
| 26ª edição | Inverno 2010 | Shopping Frei Caneca                          | Novembro/2009          |
| 27ª edição | Verão 2011   | Shopping Frei Caneca                          | Maio/2010              |
| 28ª edição | Inverno 2011 | Shopping Frei Caneca                          | Novembro/Dezembro 2010 |
| 29ª edição | Verão 2012   | Museu Afro Brasil                             | Junho/2011             |
| 30ª edição | Inverno 2012 | Cine Jóia                                     | Dezembro/2011          |
| 31ª edição | Verão 2013   | Memorial da América Latina                    | Junho/2012             |
| 32ª edição | Inverno 2013 | Grand Metrópole                               | Dezembro/2012          |
| 33ª edição | Verão 2014   | Grand Metrópole                               | Abril/2013             |
| 34ª edição | Inverno 2014 | Memorial da América Latina                    | Outubro/2013           |
| 35ª edição | Verão 2015   | Galeria Prestes Maia                          | Junho/2014             |
| 36ª edição | Inverno 2015 | Galeria Prestes Maia                          | Outubro/2014           |
| 37ª edição | Verão 2016   | Estádio do Pacaembu                           | Abril/2015             |
| 38ª edição | Inverno 2016 | Aeroporto Campo de Marte                      | Outubro/2015           |
| 39ª edição | Verão 2017   | Estúdios Quanta                               | Abril/2016             |
| 40ª edição | Inverno 2017 | Clube dos Ingleses                            | Novembro/2016          |
| 41ª edição | Verão 2018   | Espaço Oficina na Barra Funda                 | Maio/2017              |
| 42ª edição | Inverno 2018 | Praça das Artes                               | Novembro/2017          |
| 43ª edição | Verão 2019   | MAC-USP                                       | Julho/2018             |
| 44ª edição | Inverno 2019 | MAC-USP                                       | Novembro/2018          |
| 45ª edição | Verão 2020   | Praça das Artes                               | Julho/2019             |
| 46ª edição | Inverno 2020 | Galpão na Barra Funda                         | Novembro/2019          |
| 50ª edição | Inverno 2022 | Espaço Super Loft                             | Julho/2022             |
| 51ª edição | Verão 2022   | Espaço Super Loft                             | Dezembro/2022          |
| 52ª edição | Inverno 2023 | Centro Cultural São Paulo (CCSP)              | Julho/2023             |
| 53ª edição | Verão 2023   | Centro Cultural São Paulo (CCSP)              | Dezembro/2023          |
| 54ª edição | Inverno 2024 | Vale do Anhangabaú                            | Julho/2024             |
| 55ª edição | Verão 2025   | Vale do Anhangabaú                            | Dezembro/2024          |

## Instituto Casa de Criadores
Organização sem fins lucrativos, braço educacional da Casa de Criadores para a promoção de cursos, oficinas, palestras e workshops.

Qual Moda Para Qual Mundo
O Instituto promoveu, em 2022, o curso gratuito e online "Qual Moda Para Qual Mundo", com duração de seis meses, voltado para 300 alunos de todo o Brasil, feito para pensar e produzir moda desde as perspectivas e desafios macro e micro políticos do contemporâneo. 

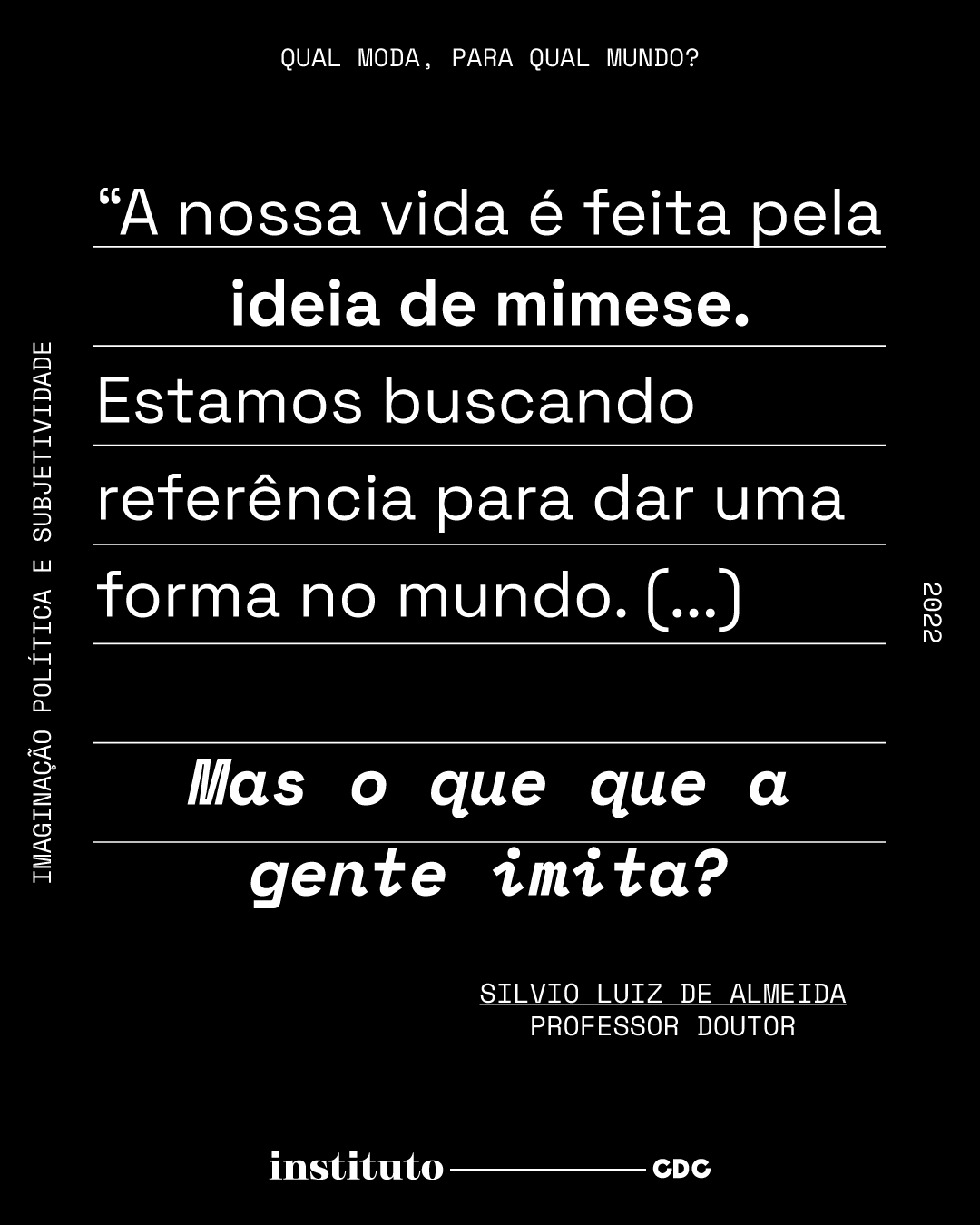
Frase do professor Silvio Almeida durante o curso "Qual Moda Para Qual Mundo", do Instituto Casa de Criadores

 Essa primeira edição teve como professores e curadores nomes como Erika Palomino, Goya Lopes, Gustavo Silvestre, Hanayra Negreiros, Jota Mombaça, Maurício Ianês, O-e Kaiapó, Silvio Almeida, Suely Rolnik e Vicenta Perrotta, entre diversos outros.

ICDC - Missão
Segundo seus idealizadores, a missão do Instituto é "criar novas bases para a educação em moda e design no Brasil a partir de um entendimento de que não há um centro do mundo nem uma cultura que deva servir de base colonizadora para todas as demais. Escutar e transformar a partir de culturas que têm sido sistematicamente silenciadas.
Democratizar o acesso ao estudo e à pesquisa cultural, não por meio de mecanismos de “inclusão” ditos neutros, mas tendo como guia a demanda social para que a voz de grupos oprimidos e subalternizados seja ouvida e possa pautar novas manifestações de moda e design que não se acovardem diante das questões e conflitos de seu tempo.
Investir em processos que abram caminho para novas gerações de criadores em condições e dinâmicas que considerem os fundamentos e o desenvolvimento de uma economia solidária".

ICDC - Estatuto

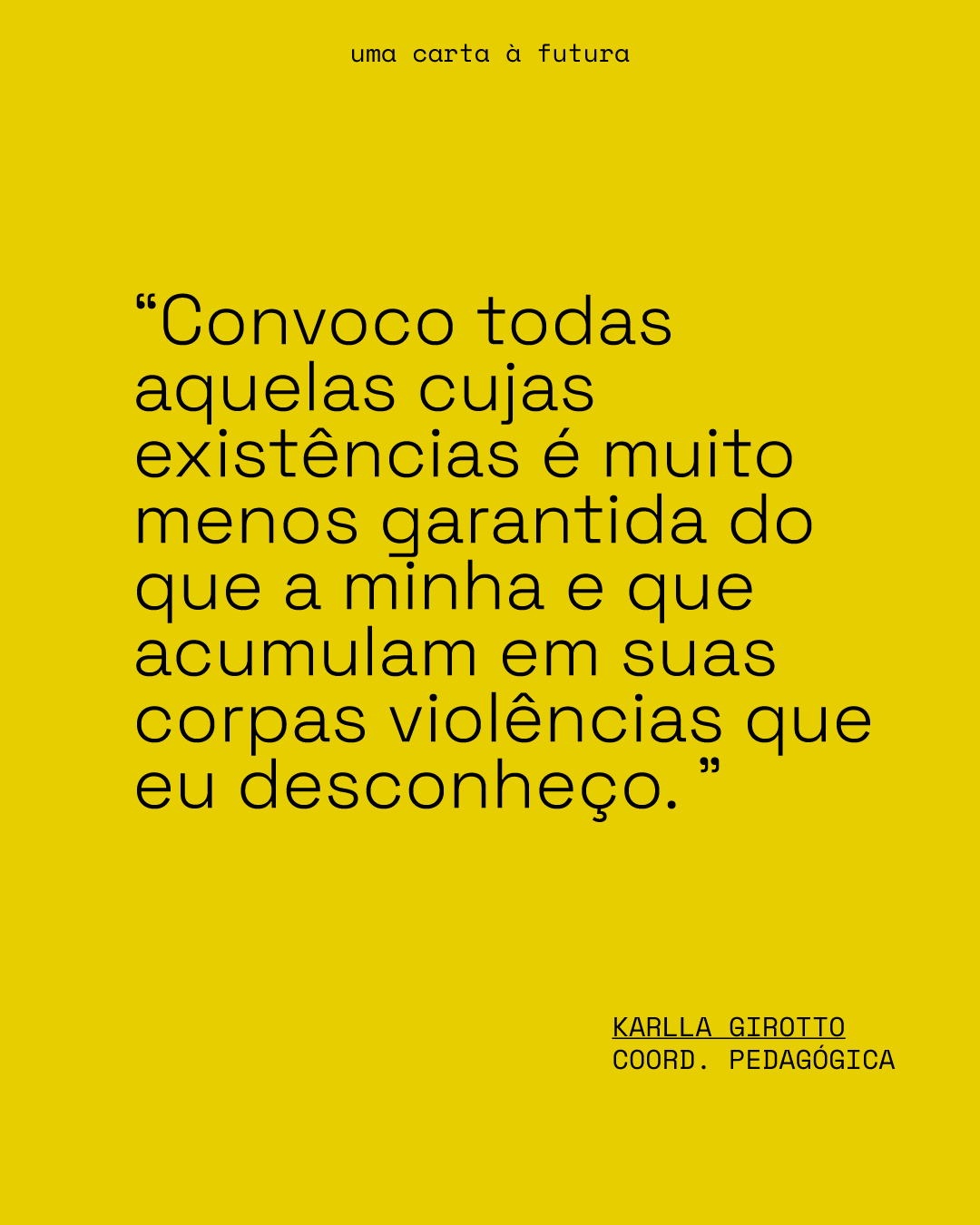
Frase da professora Karlla Girotto durante o curso "Qual Moda Para Qual Mundo", do Instituto Casa de Criadores

Divulgado no site oficial, esse é seu estatuto:
"O Instituto Casa de Criadores nasce como um espaço de ocupação e semeadura para novas formas de compreender, transmitir e fazer moda.
Entendemos a criação não como ato simplesmente individual ou a serviço de um mercado, mas como algo atravessado por uma dinâmica de afetos capaz de enlaçar relações pessoais, sociais, políticas e econômicas.
Nesse contexto, desejamos promover novos encontros a partir de uma reorganização radical de saberes.
É nosso dever fomentar e desenvolver pesquisas e dispositivos de escuta no sentido de transformar nossa prática educacional coletiva em um espaço fértil  e extremamente permeável a linguagens, lógicas, estéticas, tecnologias, histórias e formas de organização e afetividade que têm sido sistematicamente marginalizadas, corrompidas e silenciadas.
Acreditamos em uma formação permanente, não no sentido de um monumento sólido e inteiro, mas de algo em constante movimento, algo que encontra sua verdade no processo vivo de construção. Um processo que enxerga diferenças, desvios, obstáculos e contradições como espaços de disputa na luta contra a desigualdade de direitos e suas estruturas colonizadoras.

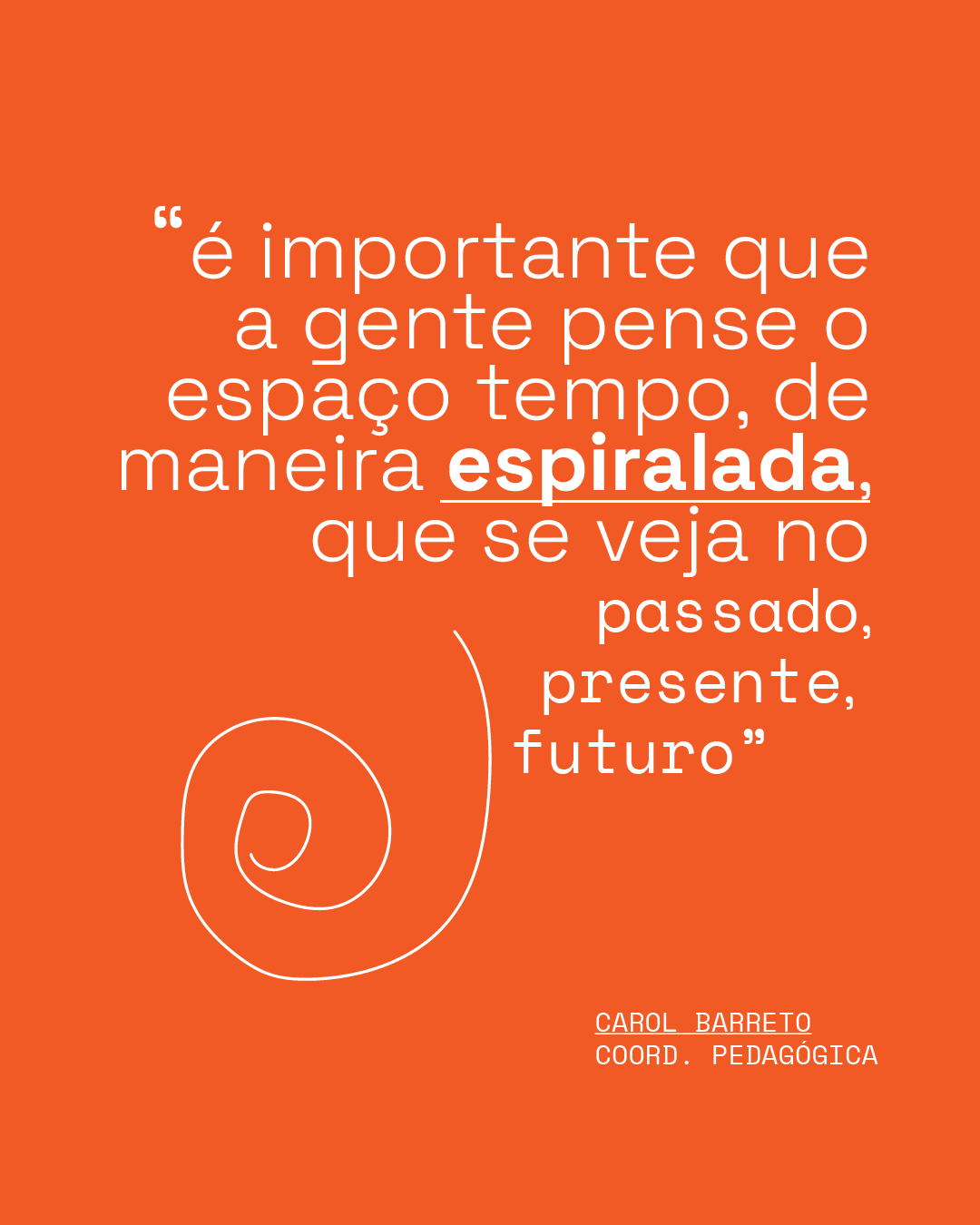
Frase da professora Carol Barreto durante o curso "Qual Moda Para Qual Mundo", do Instituto Casa de Criadores

Nesse sentido, nossas iniciativas, que poderão se apresentar nos mais variados formatos e propostas, devem ser pensadas para abraçar um público cada vez mais amplo, com o compromisso inegociável de chegar às pessoas que mais sofrem com os mecanismos de segregação econômica, racial e de gênero. Mais do que projetos gratuitos e acessíveis, o Instituto quer criar espaços de mudança e de abertura para novas ideias e outros paradigmas de protagonismo.
Ocupação artística, ocupação cultural, ocupação criativa, espaço onde a partir de vazios, excessos, transbordamento e transformação algo de novo possa se fazer dizer. Hackear as velhas estruturas da moda, analisar, absorver, derrubar, reprogramar, destruir para recriar em outras bases comuns.
Nosso trabalho é direcionado a artistes e estilistes, mas também a outres profissionais do setor. Acreditamos que modelagem, costura, pilotagem e tantas outras áreas desvalorizadas e subalternizadas em um mercado de status elitista devem ser  reconhecidas em seu lugar verdadeiro de extrema importância criativa.
Contra a gestão social do medo e do apartheid afetivo, apostamos na potência radicalmente solidária da criação e da arte, em todas as suas possibilidades e também em seus horizontes impossíveis.
Acreditamos que o caminho da utopia está conectado ao fluxo da coragem. É esse o compromisso que assumimos."

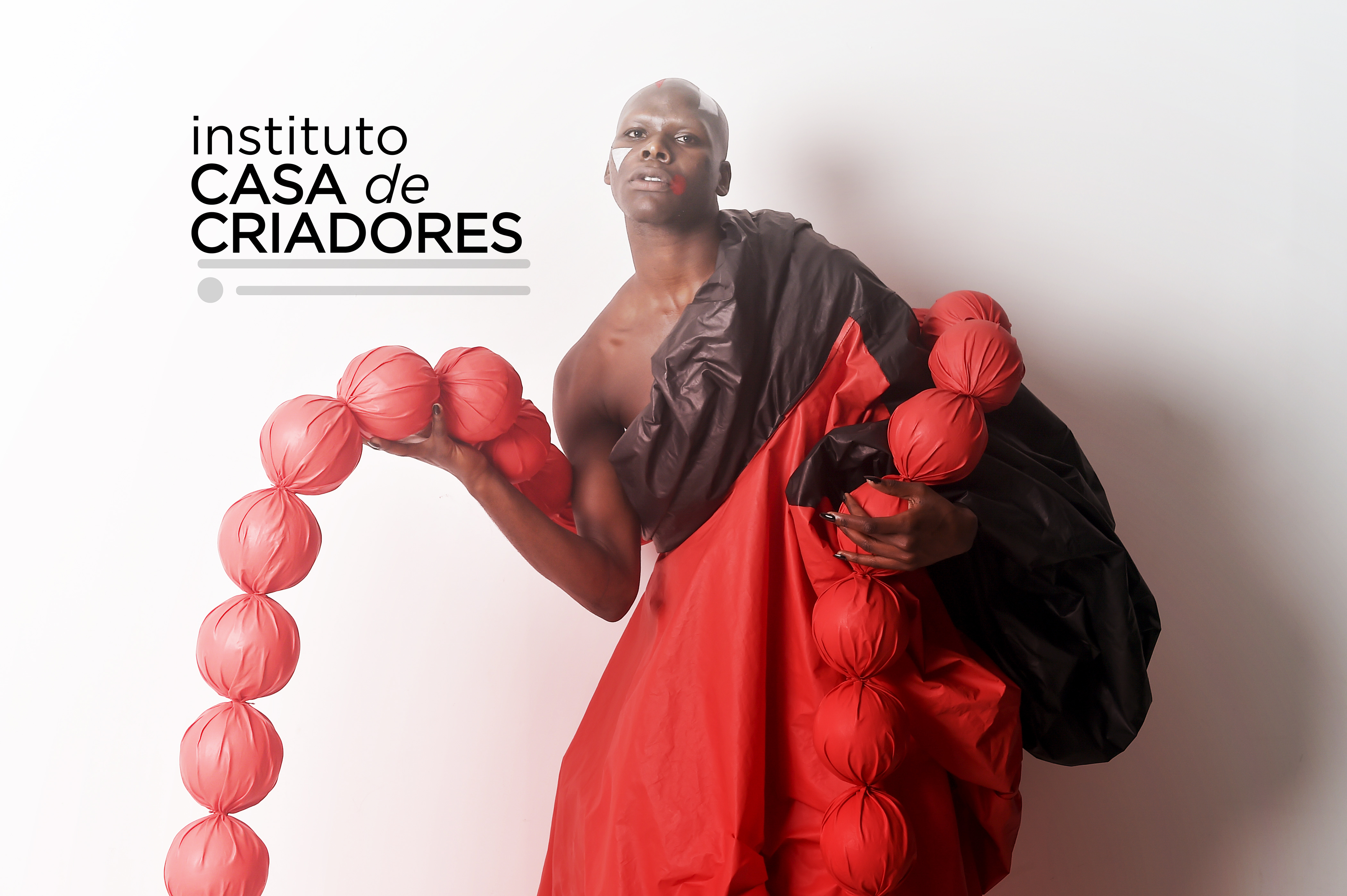
Instituto Casa de Criadores

ICDC - Conselho
- André Carvalhal
- André Hidalgo
- Dudu Bertholini
- Dudx
- Neon Cunha

Coordenadoras Pedagógicas
- Carol Barreto
- Karlla Girotto

## Fashion Mob

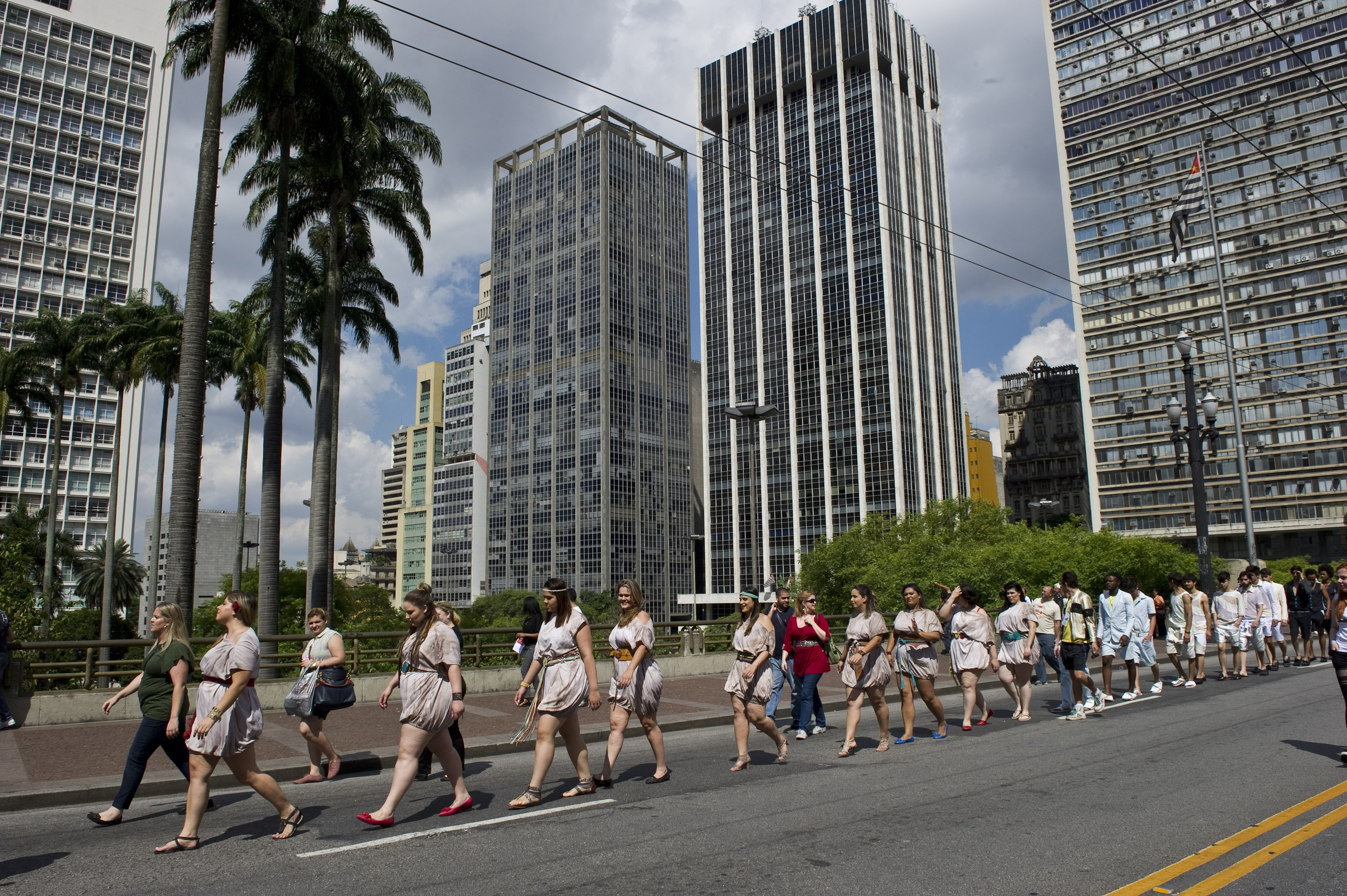
Imagem da 3º edição do evento Fashion Mob, que aconteceu em dezembro de 2011

Em 2009, a Casa de Criadores lançou o evento Fashion Mob, a primeira passeata de moda do Brasil. Com caráter democrático, uma vez que acontece no meio da rua e é gratuito, o Fashion Mob é anual e aberto a quem quiser participar, estudantes, costureiras, profissionais de moda etc. É um desfile a céu aberto promovido pelas ruas do centro da cidade de São Paulo e é também um concurso, já que o vencedor passa a integrar o casting de estilistas e marcas que desfilam na Casa de Criadores. De seu júri, participam nomes da moda brasileira como a editora e apresentadora Lilian Pacce (presidente do juri), a empresária Costanza Pascolato, o estilista Dudu Bertholini, a editora Erika Palomino, o empresário Alberto Hiar (Cavalera) e o estilista João Pimenta, entre vários outros.